# Castilleja nitricola
Castilleja nitricola är en snyltrotsväxtart som beskrevs av Eastwood. Castilleja nitricola ingår i släktet målarborstar, och familjen snyltrotsväxter. Inga underarter finns listade i Catalogue of Life.